# 橋本省吾 (政治家)
橋本 省吾（はしもと せいご、1855年（安政2年11月） - 1929年（昭和4年）8月17日）は、日本の政治家。衆議院議員（1期）。

## 経歴
武蔵国葛飾郡下今井村(のち東京府南葛飾郡瑞穂村→瑞江村→東京市江戸川区、現・東京都江戸川区)に生まれる。農業を営む。下今井村会議員、東京府会議員、東京府農工銀行創立委員、同頭取、東京乾海苔(株)重役、葛西浦漁業組合長となる。
1890年の第1回衆議院議員総選挙において東京11区から立憲改進党所属で立候補したが落選。1892年の第2回衆議院議員総選挙で立憲改進党から再び立候補したが落選。1894年3月の第3回衆議院議員総選挙では財政革新党から立候補したが7票差で落選。同年9月の第4回衆議院議員総選挙では無所属で立候補して当選した。衆議院議員を1期務め、1898年の第5回衆議院議員総選挙で落選した。1929年に死去した。